# Яблонски, Жаклин
Жаклин Яблонски (англ. Jacquelyn Jablonski; родилась 4 апреля 1991, Нью-Джерси, США) — американская модель.
Была замечена работником модельного агентства работая официанткой в кафе. Немногим позже мать отвела пятнадцатилетнюю Жаклин в агентство «Ford Models», где ей сразу был предложен контракт. Дебютировала на подиуме в 2008 году, однако через год работы взяла паузу для окончания школы. Вновь вернулась в бизнес в 2009 году, сразу же начав сотрудничество с ведущими модельерами.
В различное время принимала участие в показах: Alexander Wang, Altuzarra, BCBG Max Azria, Bill Blass, Burberry, Carolina Herrera, Chanel, Chloé, Christian Dior, Christopher Kane, D&G, Derek Lam, Диана фон Фюрстенберг, Donna Karan, Dries van Noten, Emilio Pucci, Etro, Fendi, Giambattista Valli, Giles Deacon, Gucci, Hermès, Hervé Léger, Iceberg, Isaac Mizrahi, J Mendel, Джейсон Ву, Jill Stuart, Kenzo, Lanvin, Louis Vuitton, Marc by Marc Jacobs, Marc Jacobs, Max Azria, Max Mara, Michael Kors, Missoni, Moschino, Narciso Rodriguez, Nina Ricci, Pedro Lourenço, Prabal Gurung, Preen, Rag & Bone, Richard Chai Love, Rue du Mail, Salvatore Ferragamo, Sonia Rykiel, Sportmax, Stella McCartney, Tommy Hilfiger, Valentino, Versace, Viktor & Rolf и других.
В 2010, 2011, 2012, 2013, 2014 и 2015 годах была приглашена на итоговый показ компании «Victoria’s Secret».
Имеет польские, немецкие и ирландские корни.